# Bunkó (fegyver)

A Wujing Zongyao, egy kínai katonai kompendiumban szereplő bunkók választéka balról jobbra: láncos buzogány, fémbot, dupla láncos buzogány, gumibot, gumibot, buzogány, tüskés buzogány.

A bunkósbot, furkósbot vagy tágabb értelemben az ütőfegyver egy rövid bot vagy pálca, általában fából, amelyet az őskor óta fegyverként vagy szerszámként használnak. Számos példa van a múltban tompa botok által okozott sérülésekre, többek között a kenyai Turkana tartományban található Nataruk lelőhelyen, amelyet 10 000 évvel ezelőtt vadászó-gyűjtögető csoportok közötti őskori konfliktus színhelyeként írtak le.
A legtöbb bunkó elég kicsi ahhoz, hogy egy kézzel lehessen lendíteni, bár a nagyobb bunkókhoz két kézre is szükség lehet a hatékonyság érdekében. A harcművészetekben és más területeken különféle speciális botokat használnak, köztük a rendfenntartó szervek által használt gumibotot. A buzogány a bunkósbot kifinomultabb leszármazottja, amely általában fémből készül, és egy szárra erősített tüskés, bütykös vagy karimás fejjel rendelkezik.
A bunkósbotok kulturális ábrázolására találhatunk példákat a mitológiában, ahol olyan erős figurákhoz társítják őket, mint Héraklész vagy a japán oni, vagy a populáris kultúrában, ahol a primitív kultúrákhoz, különösen az ősemberekhez társítják őket. A jogarok a kormányzati hatalom jelképeként is megjelenhetnek.
Az bunkó által okozott sérüléseket általában ütés okozta sérülésnek vagy tompa erő okozta sérülésnek nevezik.

## Bűnüldözés

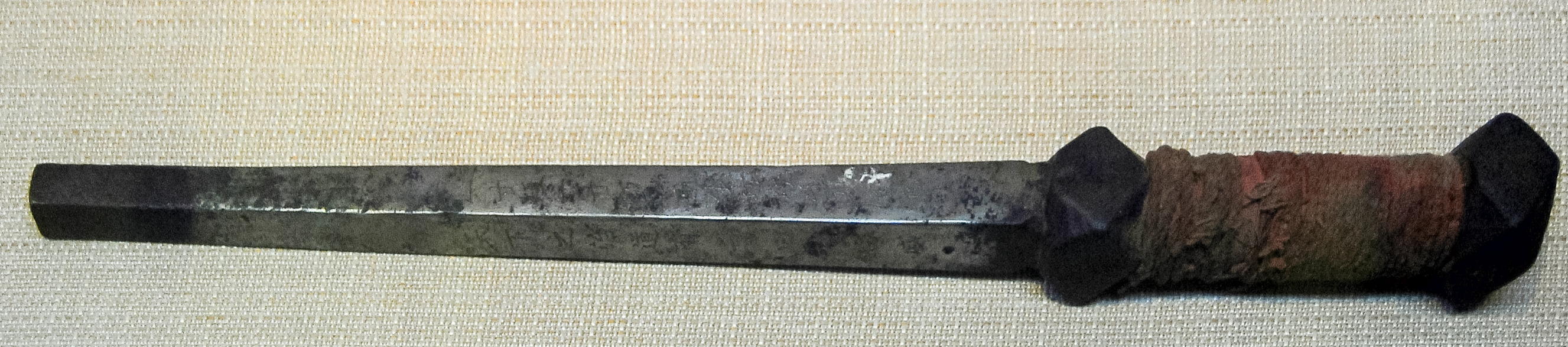
Rendfenntartó bunkó, Jüan-dinasztia

A rendőri erők és elődeik hagyományosan a pisztolyoknál és pengéknél kevésbé halálos fegyverek használatát részesítették előnyben, amikor csak lehetett. Egészen a közelmúltig, amikor olyan alternatívák váltak elérhetővé, mint a sokkoló és a paprikaspré, ezt a kategóriát a rendőri fegyverek között általában valamilyen fából készült gumibot, vagy ahhoz hasonló, nem gumiból készült eszköz töltötte be, amelyet különböző elnevezésekkel gumibotnak, rendfenntartó botnak neveztek. Rövid, hajlékony botokat is gyakran használnak, különösen a civil ruhás rendőrök, akiknek el kell kerülniük a feltűnést.
Ezzel szemben a bűnözőkről ismert, hogy házilag készített vagy rögtönzött botok egész sorával fegyverkeznek fel, amelyek általában könnyen elrejthető méretűek, vagy amelyekről megmagyarázható, hogy törvényes céllal hordják őket (például baseballütők).
Ezenkívül a saolin szerzetesek és más vallási rendek tagjai világszerte időről időre védelmi fegyverként használták a bunkókat.

## Típusok

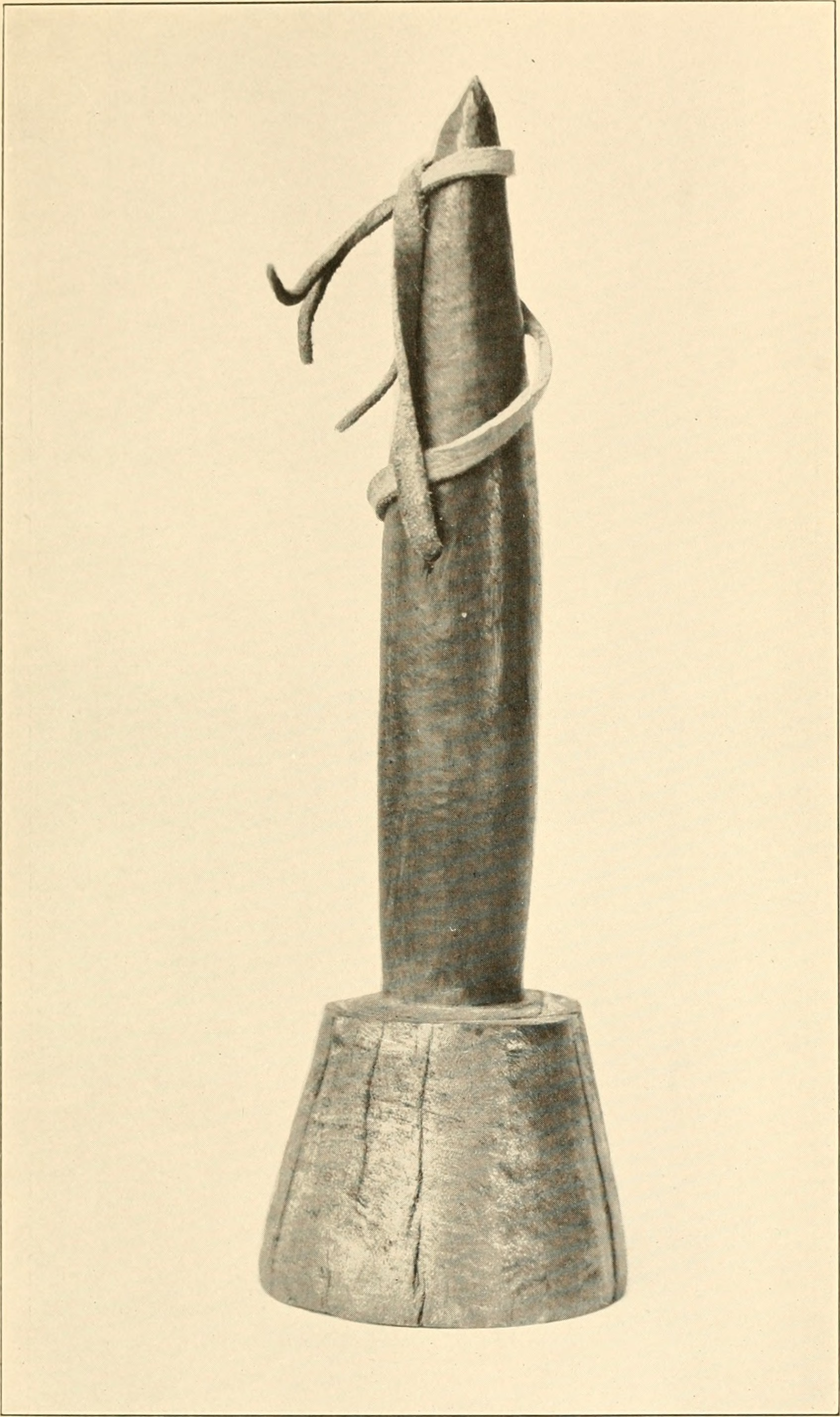
Egy quechan indián harci bunkó

Bár talán a legegyszerűbb fegyver, a bunkók sokféle változatban léteznek, többek között:
- Aklys – egy beépített bőrszíjjal ellátott bunkó, amelyet arra használnak, hogy az ellenfélre való rácsapás után visszatérjen a kezükbe. A Római Birodalom légiói használták
- Árokharci bunkó – az I. világháborúban mindkét fél által használt közelharci fegyvertípus
- Bang (vagy gun) – A középkorban használt kínai katonai fegyvertípus. A modern Vusu bemutatók és harcművészeti gyakorlatokban is használják
- Baseballütő, krikettütő, T-ball ütő – A baseballütőt gyakran használják rögtönzött fegyverként. Azokban az országokban, ahol a baseballt nem szokás játszani, a baseballütőkre gyakran először fegyverként gondolnak. A tee ball ütőket is használják ilyen módon. Kisebb méretük és könnyebb súlyuk miatt az ütők könnyebben kezelhetők egy kézben, mint a baseballütők. A krikettütők nehezebbek, és lapos formájuk és rövid nyélük miatt fegyverként nehézkessé válnak, de egyes országokban gyakrabban kaphatók, mint a baseballütők.
- Bian – a középkori kínai gyalogság és a tábornokok által használt csőszerű bunkósbot
- Buzogány – egy fém bunkósbot, amelynek a végén egy nehéz fej van, és amelyet arra terveztek, hogy nagyon erős ütéseket mérjen rá. A bunkósbot fejébe apró szegecseket is kovácsolhatnak. A bunkósbotot gyakran összetévesztik a tüskés buzogánnyal vagy a láncos buzogánnyal
- Clava (hosszan clava mere okewa) – a chilei mapucse indiánok által használt hagyományos kőből készült kézi ütő, amelynek hosszú, lapos teste van. Spanyolul clava cefalomorfa néven ismert. A törzsfőnök által viselt különleges megkülönböztető jelként rituális jelentőséggel bír[2]
- Emelőrúd – Általában rögtönzött fegyverként használt eszköz, bár néhány változat túl nagy ahhoz, hogy egy kézzel lehessen vele bánni, ezért hosszúbotnak kell minősíteni
- Evezőbunkó – A Salamon-szigeteken gyakoriak, ezeket a bunkókat hadviselésre vagy egy kis ásott kenu meghajtására lehetett használni
- Furkósbot – A középkorban a jobbágyok által hordott vaskos bot. Sétapálcaként, valamint önvédelmi és háborús fegyverként is funkcionált. Az angol polgárháború idején az emberek furkósbotokat használva számos helyen föllázadtak a katonák túlkapásai ellen
- Fűzfapálca – hosszú, vékony, általában fűzfából készült fapálca, amelyet a múltban Írországban elsősorban fegyelmező eszközként használtak, de néha bunkósbotként is használták harcokban és verekedésekben. Japánban ezt a botfajtát Hanbō-nak, azaz félbotnak, az Fülöp-szigeteki harcművészetekben pedig eskrima vagy escrima botnak nevezik
- Gata – egy fidzsi-szigeteki harci bunkó
- Ghioagă – a shillelaghhoz hasonló román ütő; más néven Bâtă. Ezt az Oszmán Birodalom elleni csoportos harcokban használták fegyverként a parasztokból, a helyi fejedelmek hűbéreseiből álló szabálytalan csapatok Havasalföldön és Moldvában. Korai említései a 15. századból származnak egyes történelmi forrásokban
- Golyósfejű bunkó – Ezeket az ütőket az amerikai őslakosok használták. Két típus létezik; a kőből készült változat, amelyeket főként a korai síksági, fennsíki és délnyugati indiánok használtak, valamint a fából készült változat, amelyeket a huron és az irokéz törzsek használtak. Ezek egy viszonylag szabadon mozgatható, lekerekített kőből vagy fából készült fejből álltak, amelyet egy fa nyélhez erősítettek
- Gumibot – a bűnüldöző szervek által használt nem halálos fegyverek
- Hivatali pálca – az azonos nevű udvari tisztviselő által használt szertartási bot
- Jiǎn – egyfajta négyélű, egyenes bunkósbot, amelyet kifejezetten arra terveztek, hogy más, éles szélű fegyvereket törjön össze
- Jutte vagy jitte – a szamuráj rendőrség jellegzetes fegyvere, amely egy kampós vasrúdból áll. A karddal támadó ellenfelet komolyabb sérülés nélkül tudta hárítani és lefegyverezni. Végül a jutte a hivatalos státusz jelképének is számított[3]
- Kanabō (nyoibo, konsaibo, tetsubō, ararebo) – Különböző típusú, különböző méretű japán ütők, amelyek fából vagy vasból készültek, általában vas tüskékkel vagy szegecsekkel. Először a szamurájok használták
- Kanak harci bunkó – az új-kaledóniai kanakok által használt hagyományos bunkósbotok
- Kiyoga – rugós gumibot, amelynek középső része nagy teherbírású acélrugóból készült. A hegy és az első szakasz belecsúszik a rugóba, és az egész egy hét hüvelykes fogantyúba fészkel be. A kiyoga bevetéséhez csak meg kell fogni a fogantyút és lendíteni kell. Ennek hatására a részek a fogantyúból egy tizenhét hüvelyk hosszú botba nyúlnak ki. A kiyogának van egy előnye a hagyományos összecsukható gumibottal szemben: képes körbeérni a felemelt, blokkolni próbáló kar körül, hogy a fejre csapjon[4]
- Knobkerrie – Dél- és Kelet-Afrika harci bunkósbotja, amelynek a végén jellegzetes gombbal van ellátva
- Kubotan – rövid, vékony, könnyű bot, amelyet gyakran használnak a rendfenntartó erők, általában a test kiválasztott pontjaira gyakorolt nyomásgyakorlásra annak érdekében, hogy engedelmességre ösztönözzenek anélkül, hogy sérülést okoznának
- Leangle – ausztrál bennszülött harci bunkósbot, amelynek kampós ütőfeje általában majdnem derékszögben áll a fegyver szárával. A név a kulin nyelvekből származik, mint például a Wemba-Wemba és a Woiwurrung, a lia (fog) szó alapján[5]
- Mere – rövid, széles pengéjű māori bunkó, általában nefrit jádéból készült, és előre irányuló ütésekhez használják
- Nulla-nulla – rövid, ívelt keményfa bunkósbot, amelyet az ausztráliai bennszülöttek vadászfegyverként és törzsi harcokban használtak
- Nuncsaku (más néven nunchucks) – két, rövid kötéllel, zsinórral vagy lánccal összekötött ázsiai fegyver, amelyet általában úgy használnak, hogy az egyik botot a kézben tartják, a másikat pedig láncos buzogányhoz hasonlóan lendítik
- Ólmosbot vagy kisbunkó – egy súlyozott bunkósbot, amelyet elkábításra terveztek
- Oslop – egy kétkezes, nagyon nehéz, gyakran megvasalt orosz bunkósbot, amelyet a legolcsóbb és legkönnyebben hozzáférhető gyalogsági fegyverként használtak
- Puskatus-bunkó – egy speciális, észak-amerikai indián fegyver, amit puskatus alakúra készítettek.
- Rungu (szuahéli, többesszámban marungu) – fából készült dobóbot vagy bunkó, amely bizonyos kelet-afrikai törzsi kultúrákban különleges szimbolikával és jelentőséggel bír. Különösen a maszáj moránokhoz (férfi harcosokhoz) kötődik, akik hagyományosan a háborúban és a vadászatban használják
- Sali – egy fidzsi-szigeteki harci bunkó
- Shillelagh – fából készült, jellemzően erős, csomós botból készült, nagy gombbal a végén, amely a néphagyományban Írországhoz kötődik
- Supi – a Salamon-szigetek háborús bunkója
- Tonfa vagy oldalmarkolatos rendőrbot – okinavai eredetű bunkó, amely egy második, a szárra merőlegesen szerelt nyéllel rendelkezik
- Totokia – egy fidzsi-szigeteki tüskés bunkósbot
- Tüskés buzogány – középkori bunkósbotszerű fegyver, amely egy vagy több tüskével díszített golyóval ellátott szárból áll
- Ula – hagyományos dobható bunkó a Fidzsi-szigetekről
- U'u – a Marquises-szigetekről származó, kiválóan faragott szertartási bunkósbot, amelyet elsősorban státuszszimbólumként használtak
- Vipera – merev gumibot, amely a nagyobb hordozhatóság és elrejthetőség érdekében rövidebbre összecsukható
- Waddy – nehéz keményfából készült bunkósbot, amelyet az ausztráliai bennszülöttek vadászfegyverként és törzsi harcokban, valamint mindennapi eszközként is használtak. A waddy szó egy új-dél-walesi bunkósbotot jelöl, de az ausztrálok általában más bennszülött bunkósbotokra is használják a szót, beleértve a nulla nulla és a leangle bunkósbotot
- Worraga – Egy ausztrál őslakos bunkó bumerángszerű aerodinamikával. Dobható vagy kézben tartható[6]

## Galéria
- Gömbfejes harci bunkó tüskével, Menominee (indián), 19. század eleje, Brooklyn Museum
- Japánból származó vasból készült jutte
- Kicsi japán tetsubo, vasbot bőrmarkolattal
- Különböző shillelagh fegyverek
- Hagyományos māori mere, pounamu (nefrit jáde) anyagból készült.
- Gata waka
- Ghioagă, román hosszúbot
- A Nuijamaa címerében szereplő bunkó

## Fordítás
Ez a szócikk részben vagy egészben  a   Club (weapon) című angol Wikipédia-szócikk ezen változatának fordításán alapul.  Az eredeti cikk szerkesztőit annak laptörténete sorolja fel. Ez a jelzés csupán a megfogalmazás eredetét és a szerzői jogokat jelzi, nem szolgál a cikkben szereplő információk forrásmegjelöléseként.